# MasterChef (Reino Unido)
MasterChef es un programa de telerrealidad de cocina producido por Endemol Shine UK y Banijay, que se emite por la BBC. El programa se emitió inicialmente de 1990 a 2001 en su formato original y fue revivido en 2005 con el nombre de MasterChef Goes Large. El regreso incluyó un nuevo formato ideado por Franc Roddam y John Silver, con la producción de Karen Ross. En 2008, el nombre del programa volvió a ser MasterChef, pero el formato se mantuvo sin cambios.
La franquicia británica ha aparecido en cinco versiones: la serie principal MasterChef; Celebrity MasterChef; MasterChef: The Professionals, con chefs en activo; Junior MasterChef, con niños de entre nueve y doce años; y Young MasterChef con personas entre 18 y 25 años. Es el creador de la franquicia MasterChef, que ha sido adaptada y reproducida en 60 países de todo el mundo en diversas versiones localizadas.
En julio de 2025, la BBC anunció que no renovaría los contratos de los presentadores Gregg Wallace y John Torode, tras confirmarse las denuncias de acoso sexual y uso de un término racial ofensivo respectivamente.

## Serie original
En la serie original, cocineros aficionados competían por el título de Master Chef. El programa contaba con nueve rondas que culminaban en tres semifinales y una final. En cada ronda, tres concursantes debían preparar un menú gourmet de tres tiempos en menos de dos horas. Los concursantes podían elegir la comida, aunque había un límite de precio para los ingredientes. Se proporcionaban ingredientes y equipo de uso diario, y los concursantes también podían traer hasta cinco ingredientes o utensilios especiales.
La primera versión de la serie fue presentada por Loyd Grossman, quien cada semana contaba con la presencia de un chef profesional y una celebridad como jueces. En cada episodio, Grossman y los jueces invitados discutían los menús, conversaban con los concursantes y, finalmente, probaban y juzgaban la comida. Las reflexiones de los jueces se realizaban inicialmente fuera de cámara, pero episodios posteriores incluyeron fragmentos editados de las conversaciones tras la degustación y antes del anuncio del ganador.

### La salida de Grossman y la renovación de 2001
En 2001, el programa se renovó debido a la baja audiencia. Se trasladó de su tradicional horario de los domingos por la tarde en BBC One a los martes por la noche en BBC Two, y se modificó el formato. El juez famoso ya no estaba incluido y los concursantes tenían que cocinar dos platos en 90 minutos, tiempo que se extendió a dos horas y media para los tres platos en el episodio final. Como requisito adicional, cada concursante debía usar el mismo ingrediente clave en cada plato.
En octubre de 2000, Grossman se fue furioso por los cambios propuestos y fue reemplazado por el chef Gary Rhodes, quien anteriormente había presentado MasterChef USA. Los consejos de Rhodes a los concursantes fueron más críticos que los de Grossman y el programa fue aclamado por su tono más serio, que luego inspiró el formato MasterChef Goes Large y otros concursos de cocina como Hell's Kitchen. Sin embargo, la nueva versión del programa no mejoró los índices de audiencia como se esperaba y fue cancelada por la BBC después de la primera temporada.

## Regreso del programa

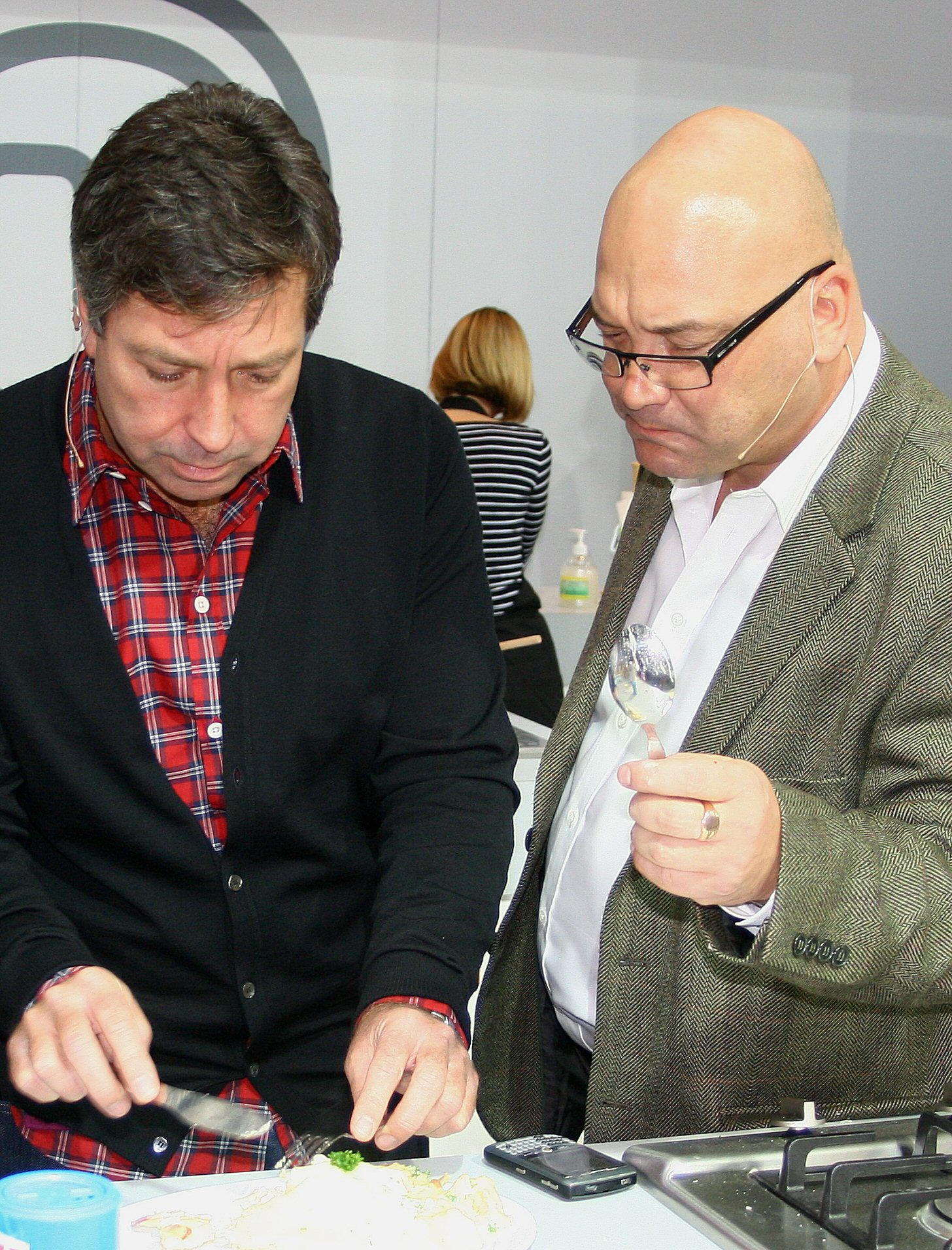
Judges John Torode y Gregg Wallace en MasterChef Live, Londres, 2009

En 2005, los productores ejecutivos Franc Roddam y John Silver, junto con la productora del programa Karen Ross, reestructuraron radicalmente el formato del programa y presentaron una nueva temporada. Inicialmente se tituló MasterChef Goes Large, pero el nombre volvió a ser MasterChef en 2008. El nuevo programa originalmente contó con los jueces John Torode y Gregg Wallace y con narración en off proporcionada por India Fisher.
El programa resultó muy popular y se convirtió en uno de los programas nocturnos más exitosos de BBC Two, lo que llevó a la BBC en 2009 a anunciar que se trasladaría a BBC One.
En febrero de 2022, la BBC y Shine TV anunciaron que habían acordado un contrato de seis años para varias series del programa y que, a partir de 2024, la base de producción se trasladaría de Londres a Birmingham. En enero de 2023, se informó que el Ayuntamiento de Birmingham había aprobado los planes de la BBC para utilizar el antiguo Banana Warehouse en Digbeth como los nuevos estudios de MasterChef.
En noviembre de 2024 se reveló que, tras las acusaciones contra el chef Gregg Wallace, había decidido alejarse temporalmente del programa. En diciembre de 2024, se reveló que Wallace había sido reemplazado temporalmente por la crítica gastronómica Grace Dent para la serie de celebridades del próximo año, así como para el porgrama de civiles. En julio de 2025, la BBC despidió a Wallace como presentador después de que surgieran otras 50 quejas sobre su comportamiento. Tras el despido de Wallace del programa, se reveló el 15 de julio de 2025 que Torode también había sido despedido tras realizar comentarios «extremadamente racistas». Más tarde ese mes, la BBC confirmó que emitiría el último programa para participantes amateur con Torode y Wallace, que se filmó en 2024, pero que podría reeditarse a la luz de los acontecimientos recientes; mientras tanto, aún no se había tomado una decisión sobre qué se hará con la serie de celebridades completa y el especial de Navidad, que luego se filmaron con Torode y Dent.

### Formato
Cada temporada se emite cinco noches a la semana durante ocho semanas. A lo largo de las primeras seis semanas, los cuatro primeros episodios de cada semana son eliminatorias y el quinto episodio, cuartos de final. Seis concursantes participan en cada eliminatoria y el ganador se convierte en cuartofinalista. Al final de cada semana, compiten los cuatro cuartofinalistas y se elige un semifinalista. Después de seis semanas, los seis semifinalistas compiten en las dos últimas semanas.
En 2010, los jueces recibieron mayor flexibilidad, permitiéndoles avanzar a más de un concursante a cuartos de final o, en un caso, a ninguno. La séptima temporada de MasterChef tuvo audiciones con un formato similar al de The X Factor, en el que los aspirantes a chef cocinaban frente a los jueces para asegurarse un lugar en la competencia. Más de 20 000 personas se postularon para la serie.

#### Eliminatorias
Las eliminatorias siguen un formato de tres rondas:
- The Market Test (La prueba del mercado): los concursantes deben inventar un plato con ingredientes del mercado del programa. Tienen 15 minutos para seleccionar los ingredientes y 1 hora y 10 minutos para cocinarlo. Tres concursantes son eliminados de la competencia y los restantes pasan a la Prueba de impresión.
- The Calling Card (La tarjeta de presentación): los concursantes deben inventar un plato desde cero en 75 minutos (originalmente 40 minutos hasta 2009). Pueden elegir los ingredientes que deseen.
- The Invention Test (La prueba de la invención): los concursantes reciben dos cajas: una con productos dulces y otra con salados. Deben elegir una caja y preparar un plato con sus ingredientes en 75 minutos.
- The Impression Test: (La prueba de la impresión): los concursantes deben cocinar un menú de dos tiempos en 75 minutos para los ganadores y finalistas de MasterChef. Tienen una hora para servir el plato principal y 15 minutos después para el postre. Este segmento se presentó por primera vez en 2017.

#### Cuartos de final
El formato de los cuartos de final ha cambiado con los años. Antes de 2010, el formato constaba de tres rondas:
- The Ingredients Test (La prueba de los ingredientes): se le pedía a los concursantes que identifiquen una selección de ingredientes o productos.
- The Passion Test (La prueba de la pasión): los concursantes tenían un minuto cada uno para convencer a los jueces de su abrumadora pasión por la comida.
- Después de eliminar a un concursante, los tres cuartofinalistas restantes realizaron cada uno una comida de tres platos en 1 hora y 20 minutos.

En 2010, el formato de cuartos de final se redujo a dos rondas:
- The Choice Test (La prueba de la elección): los concursantes tuvieron 15 minutos para cocinar su elección de una receta de pescado o carne preseleccionada, bajo la supervisión de los jueces. Al menos un concursante fue eliminado tras esta ronda.
- Los cuartofinalistas restantes realizaron una comida de dos platos en una hora.

El formato actual de cuartos de final consta de dos rondas:
- The Palate Test (La prueba del paladar): El juez John Torode cocina un plato para los concursantes, y ellos deben identificar los ingredientes e intentar recrear el plato utilizando los ingredientes que tienen disponibles.
- The Choice Test  (La prueba de la elección): los concursantes tienen 80 minutos para crear un plato espectacular para los jueces y un crítico gastronómico famoso especial.

#### Semana de regreso
La sexta semana se llama «Semana de regreso» (en inglés: «Comeback Week») y presenta a los concursantes de ediciones anteriores de MasterChef que no pasaron de las eliminatorias ni de los cuartos de final. El formato cambia para esta semana especial. Incluye:
- The Skill Test (La prueba de habilidades): los concursantes tienen 25 minutos para cocinar una de las dos recetas preseleccionadas. Algunos concursantes podrían ser eliminados después de esta ronda.
- The Palate Test (La prueba del paladar): Torode prepara un plato complejo y pide a los concursantes que lo prueben uno por uno e identifiquen sus ingredientes. Algunos concursantes podrían ser eliminados después de esta ronda.
- The Pressure Test (La prueba de la presión): los concursantes trabajan en un turno de almuerzo en un concurrido restaurante bajo la supervisión de un chef profesional que comenta su desempeño.
- Los concursantes restantes tienen una hora para preparar un menú de dos platos. Se selecciona a un concursante para avanzar a cuartos de final.
- Los cuartofinalistas que regresan se enfrentan en una versión más grande de la Prueba de Invención, cocinando un plato en una hora. Se selecciona a un concursante para avanzar a las semifinales.

## Temporadas
| Temporada | Año  | Participantes | Episodios | Ganador/a            | Finalistas                          | Audiencia |
| --------- | ---- | ------------- | --------- | -------------------- | ----------------------------------- | --------- |
| 1         | 2005 | 96            | 29        | Thomasina Miers      | Caroline Brewster Mark Todd         | 16.4      |
| 2         | 2006 | 132           | 40        | Peter Bayless        | Daksha Mistry Dean Edwards          | 20.0      |
| 3         | 2007 | 132           | 40        | Steven Wallis        | Ben Axford Mark Todd                | 18.8      |
| 4         | 2008 | 132           | 32        | James Nathan         | Emily Ludolf Jonny Stevenson        | 17.7      |
| 5         | 2009 | 132           | 32        | Mat Follas           | Andy Oliver Chris Gates             | 18.6      |
| 6         | 2010 | 136           | 23        | Dhruv Baker          | Alex Rushmer Tim Kinnaird           | 23.3      |
| 7         | 2011 | 20            | 15        | Tim Anderson         | Sara Danesin Medio Tom Whitaker     | 21.9      |
| 8         | 2012 | 24            | 15        | Shelina Permalloo    | Andrew Kojima Tom Rennolds          | 25.4      |
| 9         | 2013 | 49            | 23        | Natalie Coleman      | Dale Williams Larken Chen           | 20.0      |
| 10        | 2014 | 60            | 24        | Ping Coombes         | Jack Lucas Luke Owen                | 23.9      |
| 11        | 2015 | 40            | 24        | Simon Wood           | Emma Spitzer Tony Rodd              | 26.0      |
| 12        | 2016 | 40            | 25        | Jane Devonshire      | Billy Wright Jack Layer             | 22.0      |
| 13        | 2017 | 64            | 25        | Saliha Mahmood-Ahmed | Giovanna Ryan Steve Kielty          | 24.1      |
| 14        | 2018 | 56            | 25        | Kenny Tutt           | David Crichton Nawamin Pinpathomrat | 23.3      |
| 15        | 2019 | 55            | 24        | Irini Tzortzoglou    | Delia-Maria Asser Jilly McCord      | 20.1      |
| 16        | 2020 | 60            | 24        | Thomas Frake         | David Rickett Sandy Tang            | 27.2      |
| 17        | 2021 | 40            | 18        | Tom Rhodes           | Alexina Anatole Mike Tomkins        |           |
| 18        | 2022 | 45            | 21        | Eddie Scott          | Pookie Tredell Radha Rü             |           |
| 19        | 2023 | 45            | 24        | Chariya Khattiyot    | Anurag Aggarwal Omar Foster         |           |
| 20        | 2024 | 57            | 24        | Brin Pirathapan      | Chris Willoughby Louise MacLeod     |           |

## Primera temporada (2005)

### Participantes
| Nombre            | Edad | Condado               | Ocupación                         | Resultado      | Victorias |
| ----------------- | ---- | --------------------- | --------------------------------- | -------------- | --------- |
| Thomasina Miers   | 28   | Cheltenham            | Escritor independiente            | Ganadora       |           |
| Caroline Brewster | 37   | Bandera de Inglaterra | Corredor de valores               | 2.º puesto     |           |
| Mark Todd         | 26   | Bath                  | Gerente de Ventas Internacionales | 2.º puesto     |           |
| Christopher Souto | 33   | Bandera de Inglaterra | Consultor de TI                   | 93.º Eliminado |           |

### Tabla estadística
| 1 | Thomasina   |
| 2 | Caroline    |
| 2 | Mark        |
| 4 | Christopher |